# RAM electroquímica
La memoria electroquímica de acceso aleatorio (ECRAM) es un tipo de memoria no volátil (NVM) con celdas multinivel (MLC) diseñada para la aceleración analógica del aprendizaje profundo. Una celda ECRAM es un dispositivo de tres terminales compuesto por un canal conductor, un electrolito aislante, un depósito iónico y contactos metálicos. La resistencia del canal se modula mediante el intercambio iónico en la interfaz entre el canal y el electrolito al aplicar un campo eléctrico. El proceso de transferencia de carga permite mantener el estado en ausencia de energía y programar varios niveles distintos, lo que diferencia el funcionamiento de la ECRAM del de un transistor de efecto de campo (FET). La operación de escritura es determinista y puede dar lugar a una potenciación y depresión simétricas, lo que hace que las matrices ECRAM resulten atractivas para actuar como pesos sinápticos artificiales en implementaciones físicas de redes neuronales artificiales (RNA). Los retos tecnológicos incluyen el potencial de circuito abierto (OCP) y la compatibilidad de la fundición de semiconductores asociada a los materiales energéticos. Universidades, laboratorios gubernamentales y equipos de investigación de empresas han contribuido al desarrollo de la ECRAM para computación analógica. En particular, Sandia National Laboratories diseñó una célula basada en litio inspirada en materiales de baterías de estado sólido, la Universidad de Stanford construyó una célula orgánica basada en protones, e International Business Machines (IBM) demostró la programación paralela sin selector en memoria para una tarea de regresión logística en una matriz de ECRAM de óxido metálico diseñada para su inserción en el extremo posterior de la línea (Back End Of Line- BEOL). En 2022, investigadores del Instituto Tecnológico de Massachusetts construyeron una tecnología protónica inorgánica compatible con CMOS que lograba características de modulación casi ideales utilizando pulsos rápidos de nanosegundos.

## Operación

### Escritura

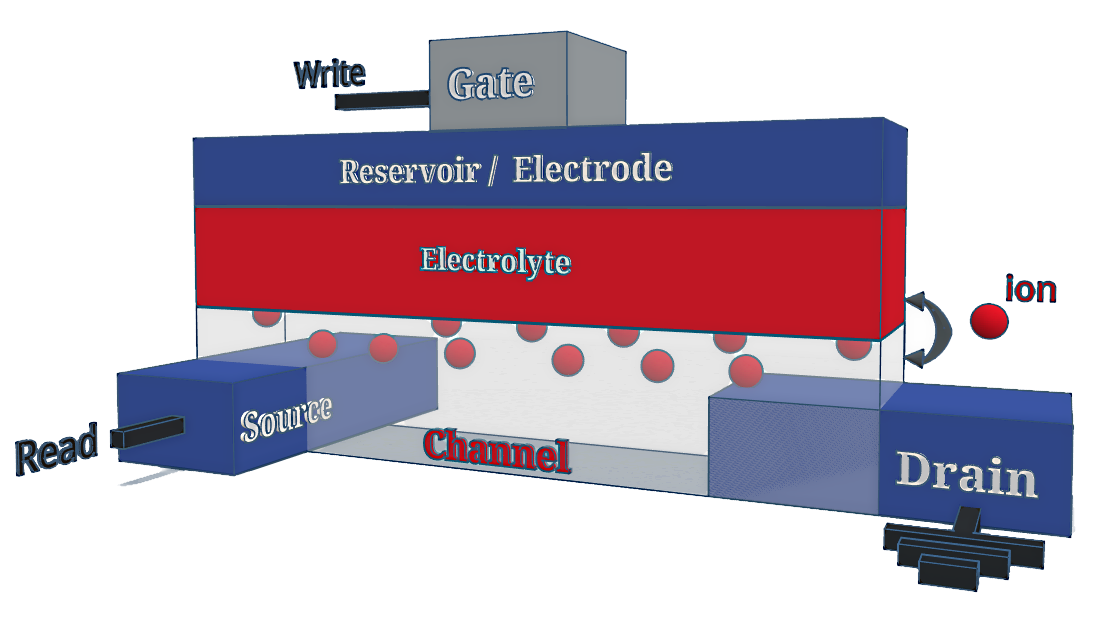
Disposición y principio de funcionamiento de las células sinápticas ECRAM

La tensión en la puerta, en relación con los electrodos del canal, puede aplicarse en forma de corriente fija o polarización, impulsando los iones hacia -o alejándose de- la interfaz electrolito/canal, donde se produce la transferencia de carga con portadores libres. Tras la inserción en el canal, la carga iónica se neutraliza y las especies atómicas se intercalan o se unen a la matriz conductora, lo que en algunos casos produce una deformación y una transformación de fase localizada. Estos procesos reversibles son equivalentes a las reacciones anódicas/catódicas de las pilas o los dispositivos electrocrómicos. Aunque en la ECRAM, la programación del elemento de memoria no se define como un cambio de capacidad u opacidad, sino por un cambio de conductividad del canal asociado a las especies atómicas que se insertan o eliminan como resultado de la señal de tensión.

### Lectura
La operación de lectura está desacoplada de la operación de escritura gracias a la presencia de tres electrodos, lo que limita las perturbaciones de lectura. Se aplica una pequeña polarización entre los electrodos del canal, y la corriente de lectura resultante es proporcional a la conductividad del canal, por lo que detecta el estado programado del dispositivo.

### Velocidad
La velocidad de programación de las células ECRAM no está limitada por la difusión masiva de los iones. De hecho, sólo necesitan cruzar el plano de interfaz entre el electrolito y el canal para inducir un cambio en la conductividad. Los pulsos de escritura de nanosegundos pueden desencadenar la programación. Las compensaciones entre la capacitancia de la puerta, la conductividad electrónica, etc., pueden producir transitorios de asentamiento, limitando la frecuencia máxima de lectura-escritura.

### Matrices
Las matrices ECRAM se integran en una disposición pseudocruzada, en la que la línea de acceso a la puerta es común a todos los dispositivos de una fila o columna. Si se produce un cambio en el potencial electroquímico, la fuerza motriz de una pila, al producirse un intercambio iónico entre el canal y el electrodo de puerta, existe un potencial de circuito abierto (OCP) en el contacto de puerta que variará de un dispositivo a otro en función del estado programado. Para evitar la interferencia entre células que comparten una línea de puerta, se añade un dispositivo de acceso en serie con el elemento de memoria para aislar cada una de ellas. La supresión del OCP en el diseño de la ECRAM minimiza el tamaño/complejidad de la célula, lo que permite la lectura/programación paralela sin selector de matrices de dispositivos.

## Función sináptica

### Principio

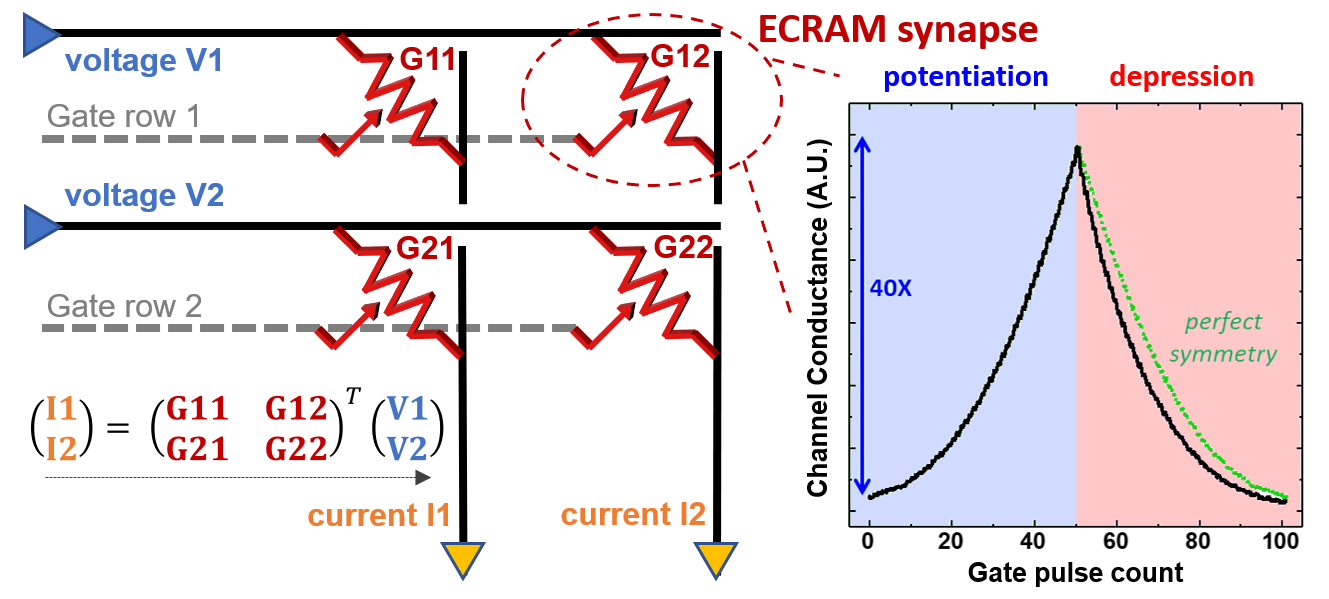
(Izquierda) Ilustración de la operación analógica de multiplicación matriz-vector en una matriz ecram pseudocruzada. (Derecha) Ilustración de la programación de 50 estados distintos y reversibles en la célula sináptica ecram.

La memoria no volátil (NVM) puede aprovecharse para el cálculo en memoria, reduciendo así la frecuencia de transferencia de datos entre las unidades de almacenamiento y procesamiento. En última instancia, esto puede mejorar el tiempo de cálculo y la eficiencia energética con respecto a las arquitecturas de sistemas jerárquicos al eliminar el cuello de botella de Von Neumann. Por lo tanto, al utilizar células multinivel (MLC) en los nodos de las matrices de barras cruzadas, se pueden realizar operaciones analógicas sobre datos codificados en tiempo o tensión, como la multiplicación vectorial (señal de entrada en fila) × matricial (matriz de memoria). Siguiendo las leyes de Kirchhoff y Ohm, el vector resultante se obtiene integrando la corriente recogida en cada columna. En el caso de las células ECRAM, se añade una línea adicional en cada fila para escribir las células durante los ciclos de programación, con lo que se obtiene una arquitectura de pseudo-barras cruzadas. En el campo de la inteligencia artificial (IA), las redes neuronales profundas (DNN) se utilizan para tareas de clasificación y aprendizaje, y dependen de un gran número de operaciones de multiplicación de matrices. Por tanto, la computación analógica con tecnología NVM para este tipo de tareas resulta extremadamente atractiva. Las celdas ECRAM ocupan una posición privilegiada para su uso en aceleradores analógicos de aprendizaje profundo debido a su inherente naturaleza de programación determinista y simétrica en comparación con otros dispositivos como la RAM resistiva (ReRAM o RRAM) y la memoria de cambio de fase (PRAM).

### Requisitos
La implementación física de redes neuronales artificiales (RNA) debe tener un rendimiento isoexacto cuando se compara con pesos de precisión de coma flotante en software. Esto establece los límites de las propiedades de los dispositivos necesarios para los aceleradores analógicos de aprendizaje profundo. En el diseño de su unidad de procesamiento resistivo (RPU), IBM Research ha publicado tales requisitos, de los cuales se enumera aquí un subconjunto. El codiseño de algoritmos y hardware puede relajarlos en cierta medida, pero no sin otras compensaciones.
| Métrica                    | Unidad | Objetivo de la célula sináptica NVM |
| -------------------------- | ------ | ----------------------------------- |
| Rango G                    | nS     | 9-72                                |
| relación encendido/apagado | n.a.   | 8                                   |
| # de estados               | n.a.   | 1000                                |
| asimetría arriba/abajo     | %      | 5                                   |
| tiempo de escritura        | ns     | 1                                   |

El uso de NVM como contrapesos sinápticos en lugar de almacenamiento implica unos requisitos muy distintos en cuanto al rango de resistencia objetivo, el número de niveles y la velocidad y simetría de programación. Dado que el cálculo en memoria se realiza en paralelo a través de la matriz, muchos dispositivos se direccionan simultáneamente y, por tanto, deben tener una resistencia media alta para limitar la disipación de energía. Para realizar cálculos de alta precisión y ser resistente al ruido, la célula NVM necesita un gran número de estados distintos. El tiempo de programación sólo tiene que ser rápido entre niveles, no de los estados de mayor a menor resistencia. Durante cada ciclo de programación (retropropagación), las actualizaciones de peso pueden ser negativas o positivas, por lo que las trazas arriba/abajo necesitan simetría para permitir la convergencia de los algoritmos de aprendizaje. Todas las tecnologías NVM tienen dificultades con estos objetivos. Las celdas individuales de ECRAM pueden cumplir estas estrictas métricas, pero también tienen que demostrar el rendimiento de las matrices de alta densidad y la estocasticidad.

### Demostraciones con matrices sinápticas ECRAM

#### Laboratorios Nacionales Sandia
Según se recoge en una publicación de 2019 en Science, realizada por Elliot J. Fuller, Alec A. Talin, et al. de Sandia National Laboratories, en colaboración con la Universidad de Stanford, y la Universidad de Massachusetts Amherst:
Utilizando células orgánicas multinivel coplanares, aisladas por dispositivos de memoria de puente conductor (CBM), el equipo demuestra la programación y direccionamiento en paralelo en matrices de hasta 3×3. En concreto, una red neuronal de 2 capas se asigna a la matriz transfiriendo los pesos necesarios para realizar una tarea de inferencia que resulta en una operación XOR sobre el vector binario de entrada.
Las celdas individuales presentan las siguientes propiedades (no todas se consiguen con la misma configuración de dispositivo); velocidad = 1 MHz ciclos de lectura-escritura, número de estados > 50 (sintonizable), rango de resistencia = 50-100 nS (sintonizable), resistencia > 108 operaciones de escritura, tamaño = 50×50 μm2.

#### IBM Research
Como se informa en un procedimiento de 2019 de la IEEE International Electron Device Meeting (IEDM), por Seyoung Kim, John Rozen, et al. de IBM Research:
Utilizando celdas ECRAM de óxido metálico, sin selector, el equipo demuestra la programación paralela y el direccionamiento en matrices de 2×2. En concreto, se realiza en memoria una tarea de regresión logística con 1.000 vectores de 2×1 como conjunto de entrenamiento. El ajuste de curvas 2D se consigue en una docena de épocas.
Las celdas individuales muestran las siguientes propiedades (no todas se consiguen en la misma configuración de dispositivo); velocidad = 10 ns de pulsos de escritura, número de estados > 1.000 (sintonizable), rango de resistencia = 0-50 μS (sintonizable), resistencia > 107 operaciones de escritura, tamaño < 1×1 μm2.

## Implantación de celdas
Diversas instituciones han realizado demostraciones de células ECRAM con materiales, disposiciones y rendimientos muy diferentes.
En la tabla se muestra un conjunto de ejemplos de células discretas.

### Li-ECRAM
Basados en iones de litio, los dispositivos Li-ECRAM han demostrado una conmutación repetible y controlada mediante la aplicación de materiales conocidos de la tecnología de baterías al diseño de la memoria. En consecuencia, estas células pueden mostrar un OCP que varía en varios voltios, dependiendo del estado programado.
| Ión | Canal     | Tamaño del dispositivo | Longitud del pulso de escritura | Referencia |
| --- | --------- | ---------------------- | ------------------------------- | ---------- |
| Li+ | WO3       | 100 x 100 nm2          | 5 ns                            | [ 8 ]      |
| Li+ | Li1−xCO2  | ~1 mm2                 | 0.5 s                           | [ 4 ]      |
| Li+ | Grafeno   | 36 μm2                 | 10 ms                           | [ 13 ]     |
| Li+ | α-MO3     | ~1 mm2                 | 10 ms                           | [ 14 ]     |
| H+  | PEDOT:PSS | 0.001 mm2              | 5 ms                            | [ 5 ]      |
| H+  | WO3       | 0.05 mm2               | 5 ms                            | [ 15 ]     |
| H+  | WO3       | 0.025 mm2              | 210 ms                          | [ 16 ]     |
| H+  | WO3       | 0.01 mm2               | 0.1 s                           | [ 17 ]     |
| H+  | 2D MXene  | 100 µm2                | 200 ns                          | [ 18 ]     |

### H-ECRAM
Basados en iones de hidrógeno, los dispositivos H-ECRAM han demostrado ser rápidos y necesitan pequeñas fuerzas impulsoras para inducir la programación. Los altos coeficientes de difusión en diversos materiales pueden ir acompañados de falta de retención dentro de la célula de memoria, lo que afecta a la resistencia. La mayoría de los diseños de H-ECRAM utilizan electrolitos líquidos y/u orgánicos. En un estudio de 2022, investigadores del Instituto Tecnológico de Massachusetts demostraron una tecnología compatible con CMOS basada en un electrolito de vidrio de fosfosilicato que lograba características de modulación ultrarrápida con una alta eficiencia energética. Ese mismo año, investigadores del Real Instituto de Tecnología KTH mostraron ECRAMS basadas en la intercalación de hidrógeno en el material 2D MXene, lo que supuso la primera demostración de ECRAMs 2D de alta velocidad.

### MO-ECRAM
Las ECRAM basadas en óxido metálico se inspiran en los materiales OxRam y en la tecnología de compuerta de alto k/metal utilizada en los semiconductores comerciales. Las MO-ECRAM permiten una OCP insignificante y operaciones de escritura por debajo delμs.

## VLSI

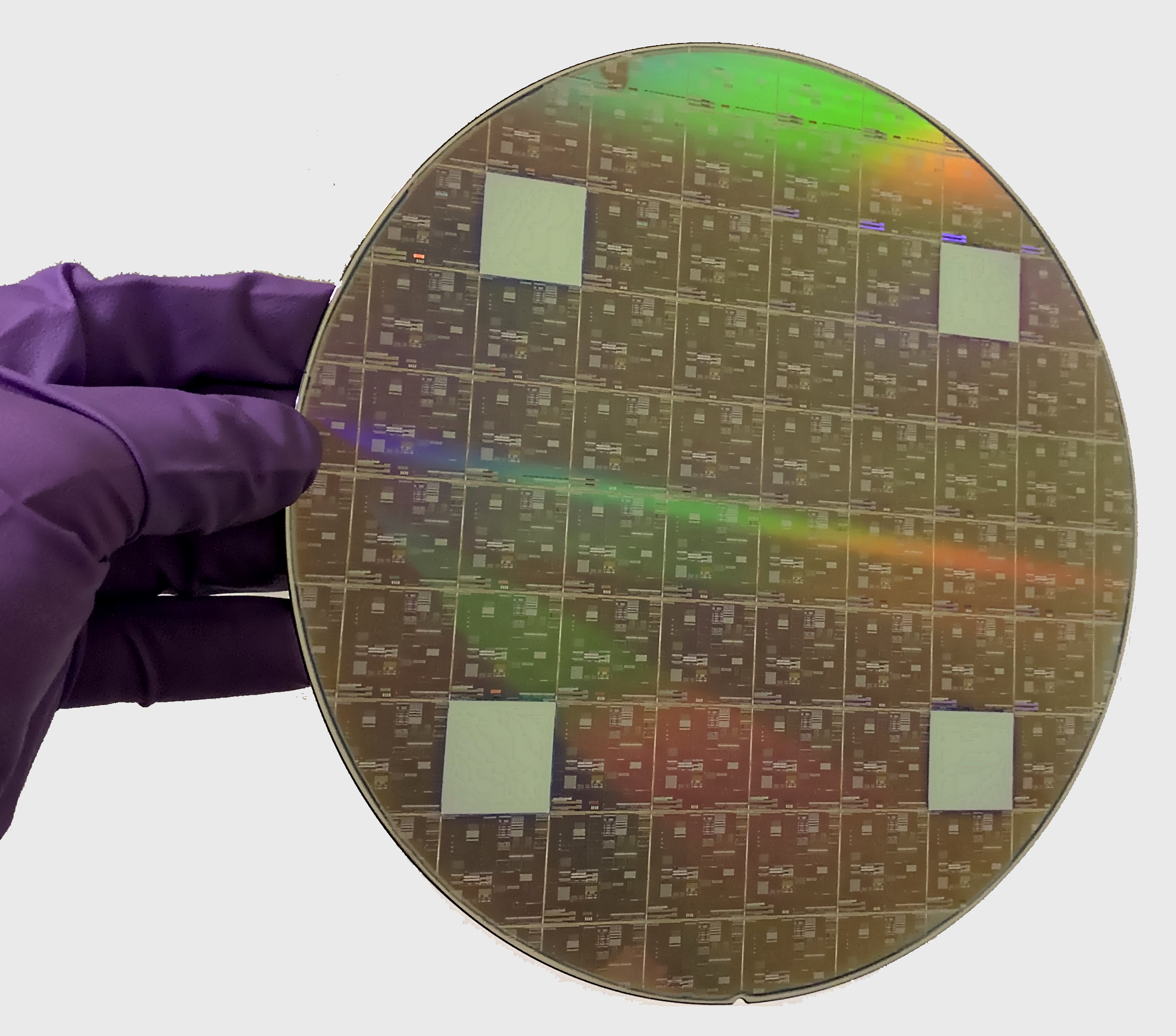
Oblea procesada de 200 mm si

Para aplicaciones avanzadas de semiconductores de memoria o computación, una tecnología debe ser compatible con la integración a muy gran escala (VLSI). Esto limita los materiales utilizados y las técnicas empleadas para fabricar dispositivos funcionales. Aquí se describen las implicaciones para la ECRAM.

### Fundición de semiconductores
Una fundición de semiconductores maneja varias tecnologías y tiene normas estrictas en cuanto a los materiales que se introducen en su costoso utillaje para evitar la contaminación cruzada y la pérdida de rendimiento de los dispositivos. En particular, los iones móviles metálicos, si están presentes en zonas activas, pueden inducir la deriva del dispositivo y afectar a la fiabilidad. Las fundiciones deben tener en cuenta otros factores, como la seguridad, el coste, el volumen, etc. Por lo tanto, las Li-ECRAM basadas en iones de litio se enfrentan a retos únicos que van más allá de la presencia de OCP.

### Extremo posterior de la línea (Back-End-Of-LineBEOL)
Las matrices de memoria requieren una periferia lógica que funcione e interactúe con el resto del sistema informático. Dicha periferia se basa en transistores de efecto de campo (FET) construidos en la superficie de sustratos de obleas de silicio con un elevado presupuesto térmico en el extremo delantero de la línea (FEOL). Las células de memoria pueden insertarse entre los niveles superiores de metal en el extremo posterior de la línea (BEOL), pero deberán permanecer inalteradas por temperaturas de hasta ~400 °C utilizadas en los pasos posteriores. Estas restricciones, unidas a las dificultades que plantea el patronaje de alta densidad, hacen que los dispositivos orgánicos no sean adecuados para este tipo de integración. Las ECRAM basadas en materiales MXene 2D han demostrado su potencial para no verse afectadas por el calentamiento a 400 °C, pero es necesario un mayor desarrollo para la integración de conductores iónicos.

### Integración heterogénea (IH)
Una forma de introducir nuevos materiales de memoria puede ser utilizar la integración heterogénea (HI), en la que la matriz de dispositivos se fabrica independientemente de los controles lógicos y luego se une al chip que contiene el FET para permitir su uso como memoria de alto ancho de banda (HBM). Sin embargo, el coste y la complejidad asociados a este esquema afectan negativamente a la propuesta de valor para desplazar a las tecnologías de memoria existentes.